# Joseph Kershaw
Joseph Brevard Kershaw (ur. 5 stycznia 1822 w Camden w Karolinie Południowej, zm. 13 kwietnia 1894 tamże) – generał Armii Konfederacji w wojnie secesyjnej.

## Życiorys
Studiował prawo, później jako ochotnik uczestniczył w wojnie z Meksykiem, po zakończeniu której włączył się w działalność polityczną. W latach 1852–1856 służył w stanowej legislaturze Karoliny Południowej, po secesji stanu i wybuchu wojny wstąpił do stanowej piechoty; dowodził pułkiem piechoty w I bitwie nad Bull Run. W lutym 1862 został generałem brygady, dowodził brygadą podczas kampanii półwyspowej i bitew siedmiodniowych. Później na czele brygady walczył w II bitwie nad Bull Run, bitwie o South Mountain, bitwie nad Antietam i I bitwie pod Fredericksburgiem. W lipcu 1863 walczył w bitwie pod Gettysburgiem, wiosną 1864 wrócił do Wirginii, gdzie wziął udział w bitwie w dziczy i pod Spotsylvanią, po czym otrzymał stopień generała majora. Walczył pod Cold Harbor i w początkowej fazie oblężenia Petersburga. Po wojnie osiadł w Fort Warren w Bostonie, później wrócił do rodzinnego stanu, gdzie pracował jako prawnik. Ponownie zajął się też lokalną polityką. W 1877 został sędzią sądu stanowego, w 1893 zrezygnował ze stanowiska z powodu stanu zdrowia.
Jego żoną była Lucretia Douglas Kershaw.